# She-Hulk: Attorney at Law
She-Hulk: Attorney at Law američka je televizijska serija koju je Jessica Gao razvila za Disney+ i temelji se na istoimenom liku Marvel Comicsa.
Miniserija je radnjom smještena u 4. fazu Marvel Cinematic Universea (MCU) u kontinuitetu s filmovima u franšizi.
Serija je emitirana od 17. kolovoza do 12. listopada 2022. godine na platformi Disney+ i sastoji se od devet epizoda od kojih svaka traje 30-38 minuta.

## Glumačka postava
- Tatiana Maslany kao Jennifer Walters / She-Hulk: Odvjetnica specijalizirana za slučajeve koji uključuju ljude sa supermoćima i može postati velika, moćna, zelena verzija sebe slična njezinu rođaku Bruce Banneru.
- Mark Ruffalo kao Bruce Banner / Hulk: Osvetnik, genijalan znanstvenik i rođak Jennifer Walters koji je stekao nadljudsku snagu nakon eksperimentiranja s gama-zračenjem.
- Tim Roth kao Emil Blonsky / Abomination: Bivši časnik rođen u Rusiji u zapovjedništvu Kraljevskih marinaca Ujedinjenog Kraljevstva koji je kombinirao serum supervojnika i gama-zračenje kako bi se transformirao u humanoidno čudovište snažno kao Hulk. Lik Abominationa također se kratko pojavio u Shang-Chiju i Legendi o deset prstenova (2021.).
- Ginger Gonzaga kao najbolja prijateljica Jennifer Walters.
- Renée Elise Goldsberry kao Amelia.
- Jameela Jamil kao Titania: Suparnica She-Hulk nevjerojatne snage.

Glumačka ekipa također uključuje Renée Elise Goldsberry kao Ameliju, Benedicta Wonga kao Wonga, Josha Segarra i Griffina Matthewsa u ulogama koje još nisu objavljene. Frogman, lik iz MCU-a se također pojavljuje u seriji.
Megan Thee Stallion pojavljuje se kao fiktivna inačica same sebe.

## Pregled serije
| Sezona | Sezona | Epizode | Datum objavljivanja | Datum završetka     |
| ------ | ------ | ------- | ------------------- | ------------------- |
|        | 1      | 9       | 17. kolovoza 2022.  | 12. listopada 2022. |

## Produkcija

### Razvoj
U rujnu je 2018. godine Marvel Studios razvijao nekoliko ograničenih serija za Disney+ streaming servis koji se usredotočio na sekundarne likove iz filmova Marvel Cinematic Universe koji nisu glumili u vlastitim filmovima. Glumci koji su igrali likove u filmovima morali su reprizirati svoje uloge za ograničene serije. Očekivalo se da će se serija sastojati od 6 do 8 epizoda i da će imati znatan proračun koji se natječe s onima velike studijske produkcije. Seriju bi producirao Marvel Studios, a ne Marvel Television, koji je producirao prethodne MCU televizijske serije. Vjerovalo se da predsjednik Marvel Studija Kevin Feige preuzima "praktičnu ulogu" u razvoju svake serije, usredotočujući se na "kontinuitet priče" s filmovima i "tretman" glumaca koji će ponoviti svoje uloge iz prethodnih filmova. Serija je službeno najavljena na sajmu D23 Expo 2019. U rujnu 2020. godine Kat Coiro angažirana je za režiju pilot epizode i nekoliko sljedećih epizoda.

### Scenarij
Scenarij je napisao tim scenarista Dana Schwartz, Melissa Hunter, Cody Ziglar i Zeb Wells. Dana Schwartz 5. svibnja 2020. Twitterom je objavila da je faza pisanja TV serije završena.

### Snimanje
Snimanje je prvotno trebalo započeti u srpnju 2020. u Atlanti, pod radnim nazivom Libra, ali u ožujku iste godine najavljeno je da će početi u studenom. Dana 23. ožujka 2021. Kat Coiro putem svojih profila na društvenim mrežama objavila je službeni početak snimanja koji je službeno završio 20. kolovoza iste godine.

### Promocija
Na dan 12. studenog 2021. prikazan je službeni teaser serije tijekom Disney+ Daya. Dana 17. svibnja 2022. izašao je prvi trailer. Trailer je kritiziran zbog svog CGI-a, a mnogi obožavatelji na internetu izrazili su svoje razočaranje. Trailer je pregledan 78 milijuna puta u 24 sata nakon objavljivanja, što je bio drugi po broju pregleda za MCU Disney+ trailer u 24-satnom vremenskom okviru, samo iza  The Falcon and the Winter Soldier sa Super Bowla.
Serija je 24. srpnja promovirana na San Diego Comic-Conu 2022., uz izdanje drugog trailera.

## Budućnost
U studenom 2019. godine Feige je izjavio da će, nakon što se She-Hulk predstavi u seriji, njezin lik prijeći u MCU filmove.

## Vanjske poveznice
- Službena stranica na marvel.com (engl.)
- She-Hulk u internetskoj bazi filmova IMDb-a (engl.)